# 잡기고담
《잡기고담》(雜記古談)은 조선 후기 임매가 편집한 야담집이다.

## 번역
- 내시의 안해, 김세민 역